# Villa Romana

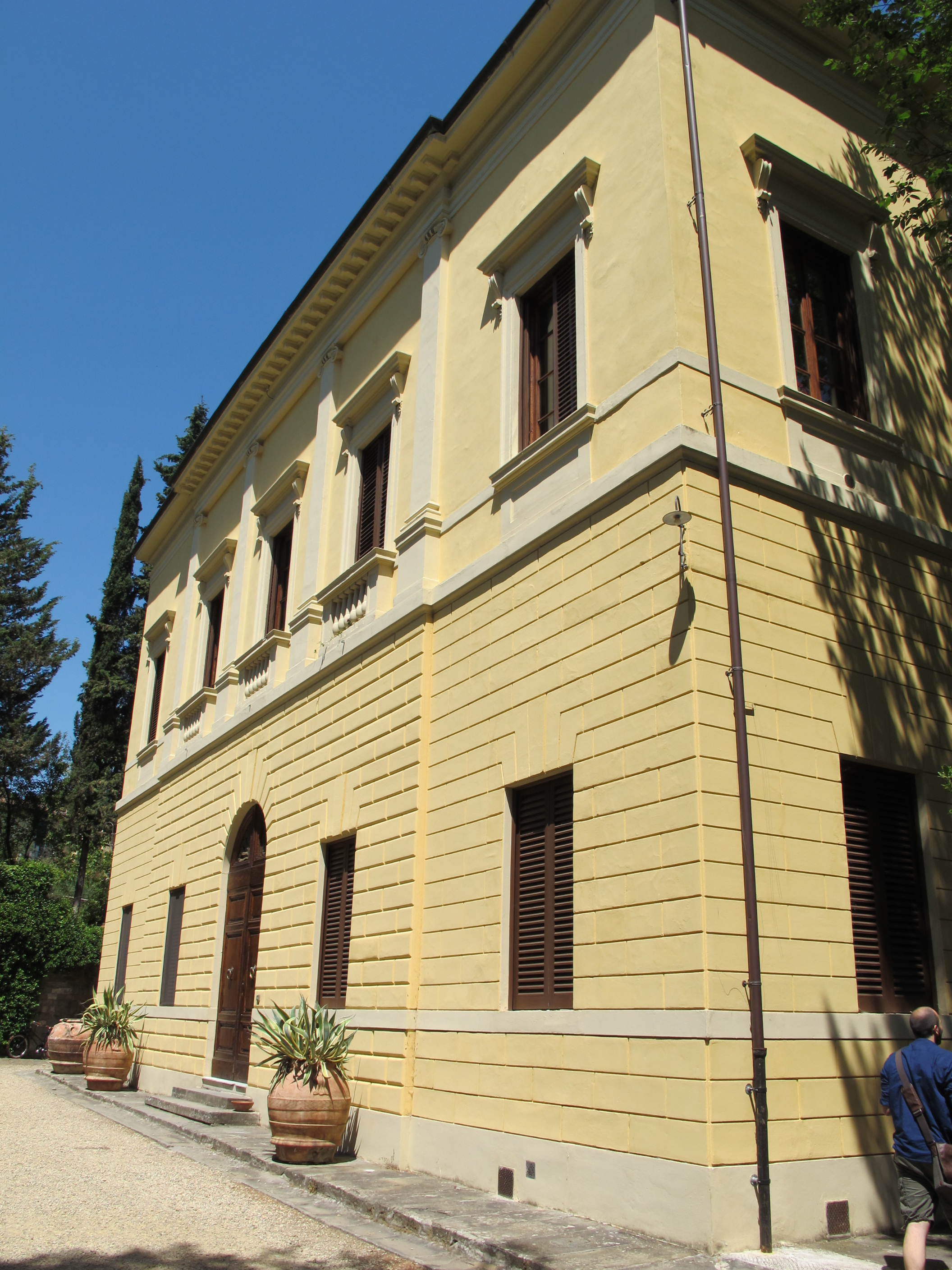
Vue extérieure de la Villa Romana

La villa Romana est un palais situé à Florence qui accueille, depuis 1905, un centre artistique et culturel allemand.

## Historique
La villa Romana a été acquise en 1905 par l'artiste allemand Max Klinger pour 60 000 lires d'or. Elle s'élève sur un site 14 500 m2 sur la via Senese de Florence.
Le prix Villa Romana est décerné depuis 1905. Il est considéré comme le plus ancien prix artistique d'Allemagne. Il fut décerné la première année à Georg Kolbe. Chaque année, trois à cinq artistes résident à la villa Romana.
Max Klinger a enseigné avec l'Association allemande des artistes. En 1906, il a fondé, à Leipzig, le cercle Villa Romana qui décerne le prix éponyme. Le cercle a fait place, après 1926, à une fondation sise à Düsseldorf.

## Lauréats bénéficiaires de la résidence

### 1905 à 1914
- 1905 : Ulrich Hübner, Georg Kolbe, Richard Pietzsch, Kurt Tuch, Max Kurzweil
- 1906 : Max Beckmann, Dora Hitz, Käthe Kollwitz, Hermann Schlittgen
- 1907 : Martin Brandenburg, Georg Burmester, Fritz Mackensen
- 1908 : Ernst Barlach, Richard Dreher, Wilhelm Groß, Heinrich Tscharmann
- 1909 : Paul Baum, Willi Geiger, Adolf Schinnerer
- 1910 : Karl Albiker, Otto Höger, Hans Meid
- 1911 : Ludwig Cauer, Otto Höger, Fritz Rhein
- 1912 : Theo von Brockhusen, Alexander Gerbig, Georg Greve-Lindau
- 1913 : Karl Caspar, Moriz Melzer, Erich Stephani
- 1914 : Otto Richard Bossert, Bernhard Hasler, Wilhelm Laage

### 1928 à 1943
- 1928 : Gerhard Marcks
- 1929 : Joseph Fassbender, Karl Schmidt-Rottluff
- 1930 : Josef Henselmann
- 1931 : Xaver Fuhr
- 1932 : Hans Christof Drexel, Charles Crodel[1]
- 1933 : Johannes Sass
- 1934 : Otto Freytag
- 1935 : Philipp Harth, Wilhelm Maly
- 1936 : Emy Roeder, Arthur Degner
- 1937 : Toni Stadler
- 1938 : Helmut Ruhmer
- 1939 : Fritz Bernuth
- 1940 : Rudolf Riester
- 1941 : Hans Breker, Karl Clobes, Walter Rössler
- 1942 : Oskar Kreibich, Hubertus Nikolaus Lang, Karl Paul Egon Schiffers[2]
- 1943 : Wilhelm Hausmann, Kurt Lambert, Walter Wichmann

### 1959 à 1969
- 1959 : Theo Bechteler, Peter Herkenrath, Carl-Heinz Kliemann, Toni Stadler
- 1960 : Johannes Geccelli, Jochen Hiltmann, Guido Jendritzko, Harry Kögler
- 1961 : Peter Brüning, Erwin Eichbaum, Wilhelm Hausmann, Wolfgang vom Schemm
- 1962 : Horst Antes, Gerson Fehrenbach, Paran G’schrey, Hans Kock
- 1963 : Friedrich Karl Gotsch, Günter Ferdinand Ris, Ursula Sax, Horst Skodlerrak
- 1964 : Clemens Fischer, Winfred Gaul, Utz Kampmann, Rolf Szymanski
- 1965 : Georg Baselitz, Franz Bucher, Rainer Küchenmeister, Ludwig Meidner
- 1966 : Hans Baschang, Dietlinde Stengelin, Helmut Sundhaußen, Göta Tellesch
- 1967 : Bernd Berner, Buja Bingemer, Horst Lerche, Michael Schwarze
- 1968 : Franz Bernhard, Rolf-Gunter Dienst, Hildegart Lutze, Gatja Helgart Rothe, Simon Dittrich
- 1969 : Heinrich Brummack, Bernd Damke, Wolf Kahlen, Joachim Schmettau

### 1970 à 1979
- 1970 : Markus Lüpertz, Ansgar Nierhoff, Michael Schoenholtz, Ben Willikens
- 1971 : Peter Ackermann, Hermann Albert, Christa Dichgans, Jürgen Paatz
- 1972 : Klaus Fußmann, Edgar Gutbub, Max G. Kaminski, Hansjerg Maier-Aichen
- 1973 : Hede Bühl, Nino Malfatti, Jobst Meyer, Hans Peter Reuter
- 1974 : Kurt Koch, Christiane Maether, Heinz-Günter Prager, Arthur Stoll
- 1975 : Claudia Kinast, Bernd Klötzer, Alf Schuler, Dorothee von Windheim
- 1976 : Michael Bette, Michael Buthe, Nikolaus Lang, Bertram Weigel
- 1977 : Jakob Mattner, Anna Oppermann, Heinz Schanz, Gottfried Wiegand
- 1978 : Abraham David Christian, Elena Engel, Christiane Möbus, Walter Stöhrer
- 1979 : Johannes Brus, Friedemann Hahn, Inge Höher, Mechtild Nemeczek

### 1980 à 1989
- 1980 : Fritz Gilow, Rainer Mang, Reinhard Pods, Gerd Rohling
- 1981 : Frank Dornseif, Bruno Erdmann, Dieter Kraemer, Günter Tuzina
- 1982 : Gundi Bindernagel, Karl Bohrmann, Marina Makowski, Eva-Maria Schön
- 1983 : Martin Rosz, Norbert Tadeusz, Nicole Van den Plas, Michael Witlatschil
- 1984 : Rolf Behm, Doris Hadersdorfer, Georg Meissner, Marianne Pohl
- 1985 : Cordula Güdemann, Paul Herberg, Sabine Krasel, Wilhelm Weiner
- 1986 : Andreas Bindl, Dietz Eilbacher, Andreas Grunert, Max Neumann,
- 1987 : Lisa Hoever, Bernd Minnich, Thomas Virnich, Jochen Zellmann, Karl-Heinz Krause
- 1988 : Nikifor Brückner, Gabriela Dauerer, Walter Kütz, Klaus Schmetz
- 1989 : Jörg Eberhard, Bernd Jünger, Gisela Kleinlein, Berthold Langnickel

### 1990 à 1999
- 1990 : Albert Borchardt, Galli, Hermann Josef Mispelbaum, Norbert Radermacher
- 1991 : Vera Leutloff, Eberhard Wagner (peintre), Barbara Wille, Carl Emanuel Wolff
- 1992 : Sybille Berke, Katharina Grosse, Klaus Gärtner, Bernd Mechler
- 1993 : Andreas Bee, Jochem Hendricks, Marko Lehanka, Hans-Willi Notthoff
- 1994 : Herbert Bardenheuer, Karin Sander, Michel Sauer, Martin Steiner
- 1995 : Isa Dahl, Wolfgang Hambrecht, Andreas Sansoni, Jörg Spamer
- 1996 : Irene Blume, Christiane Dellbrügge und Ralf de Moll, Maik und Dirk Löbbert, Michael Munding
- 1997 : Franz Baumgartner, Martin Schmidt, Walter Schreiner, Barbara von Wienskowski
- 1998 : Brunner/Ritz, Tobias Gerber, Peter Herrmann, Andreas Schön
- 1999 : Heiner Blumenthal, Andreas Bunte, Daniel Knorr, Gregor Schneider, Vincent Tavene

### 2000 à 2009
- 2000 : Thomas Eller, Michael Kutzner, Simon Vogel, Amelie von Wulffen
- 2001 : Simone Böhm, Dorothea Goldschmidt, Stephan Gripp, Dieter Vieg
- 2002 : Barbara Heim, Hannes Norberg, Daniela Trixl, Christina Zück
- 2003 : Sven-Ole Frahm, Gelke Gaycken, Norbert Küpper, Markus Vater, Christian Frosch
- 2004 : Ralf Brück, Monika Kapfer, Christian Schwarzwald, Jörg Wagner
- 2005 : Robert Klümpen, Alexander Laner, Ulla Irina Rossek, Constantin Wallhäuser
- 2006 : Andrea Hanak, Simon Dybbroe Møller, Anna Kerstin Otto, Stefan Thater
- 2007 : Andrea Faciu, Barbara Kussinger, Silke Markefka, Michail Pirgelis
- 2008 : Dani Gal, Julia Schmidt, Asli Sungu, Clemens von Wedemeyer
- 2009 : Olivier Foulon, Kalin Lindena, Eske Schlüters, Benjamin Yavuzsoy

### De 2010 à 2019
- 2010 : Anna Heidenhain, Sebastian Dacey, Anna Möller, Martin Pfeifle
- 2011 : Nora Schultz, Rebecca Ann Tess, Vincent Vulsma, Thomas Kilpper, Henrik Olesen
- 2012 : Nine Budde, Wolfgang Breuer, Sophie Reinhold, Yorgos Sapountzis
- 2013 : Shannon Bool, Heide Hinrichs, Daniel Maier-Reimer, Mariechen Danz
- 2014 : Ei Arakawa, Natalie Czech, Loretta Fahrenholz, Petrit Halilaj, Sergei Tcherepnin, Alvaro Urbano
- 2015 : Alisa Margolis, Johannes Paul Raether, Judith Raum, Anike Joyce Sadiq
- 2016 : Flaka Haliti, Stefan Vogel, Nico Joana Weber, Jonas Weichsel
- 2017 : Andrea Bellu, Matei Bellu, Carina Brandes, Kasia Fudakowski, Stefan Pente, Farkhondeh Shahroudi
- 2018 : Jeewi Lee, Christophe Ndabananiye, Lerato Shadi, Viron Erol Vert
- 2019 : KAYA, Marcela Moraga, Christian Naujoks, Rajkamal Kahlon

### À partir de 2020
- 2020 : Özlem Altin, Lydia Hamann et Kaj Osteroth, Alice Peragine, Amelia Umuhire